# Беаж
Беаж (фр. Béage) насеље је и општина у источној Француској у региону Рона-Алпи, у департману Ардеш која припада префектури Ларжантјер.
По подацима из 2011. године у општини је живело 284 становника, а густина насељености је износила 8,65 становника/km². Општина се простире на површини од 32,83 km². Налази се на средњој надморској висини од 1200 метара (максималној 1.602 m, а минималној 960 m).

## Демографија
| 1962. | 1968. | 1975. | 1982. | 1990. | 1999. | 2011. |
| ----- | ----- | ----- | ----- | ----- | ----- | ----- |
| 609   | 640   | 531   | 436   | 352   | 337   | 284   |

График промене броја становника у току последњих година